# Камілла, королева-консорт Великої Британії
Камілла (уроджена Камілла Розмарі Шанд; англ. Camilla Rosemary Shand; нар. 17 липня 1947, Лондон) — королева Великої Британії, друга дружина Чарльза III, короля Сполученого Королівства та ще 14-ти країн Співдружності націй. Їхній шлюб є другим для обох (одружились 5 квітня 2005).
До сходження свого чоловіка на престол 8 вересня 2022 року використовувала титул герцогині Корнуольської, хоч мала вищий офіційний титул принцеси Вельської. Коронація Чарльза III та Камілли відбулася у Вестмінстерському абатстві 6 травня 2023 року. У Шотландії була відома також як герцогиня Розесей.

## Дитинство та юність
Народилась у Госпіталі Королівського коледжу, Лондон 17 липня 1947 року. Росла в The Laines — заміському будинку XVIII століття у Плумптоні, Східний Сассекс і в триповерховому будинку в Південному Кенсінгтоні, другому будинку її сім'ї. Її батьками були офіцер британської армії, який пізніше став бізнесменом, майор Брюс Шанд (1917—2006) та його дружина Розалінд (до шлюбу — Кубітт; 1921—1994). Має молодшу сестру, Аннабель Елліот, і молодшого брата Марка Шанда (1951—2014). Її прабабуся по матері, Аліса Кеппель, була коханкою короля Едуарда VII з 1898 до 1910 року. 1 листопада 1947 року Каміллу охрестили в Церкві Фірла, в Східному Сассексі. Мати Камілли була домогосподаркою, тоді як її батько займався різними видами діяльності після звільнення з армії. Він відомий тим, що був партнером у Block, Grey and Block, фірмі торговців вином, яка знаходилась на Саут-Едлі Стріт, Мейфер, згодом він приєднався до фірми Елліс, Сон та Відлер, яка знаходилась в Гастінгсі та Лондоні. У дитячі роки Камілла стала завзятим читачем завдяки впливу батька, який часто їй читав. Вона виросла з собаками та котами і в молодому віці навчилася кататись на поні, приєднавшись до таборів Поні Клубу. За її словами, її дитинство «було досконалим з усякого погляду».
У п'ятирічному віці Каміллу відправили до Дамбреллса, у змішану школу в селі Дітлінг. Вона залишила Дамбреллів у десятирічному віці, щоб відвідувати школу Королевих воріт на вулиці Королівських воріт у Південному Кенсінгтоні. Її однокласники в школі знали її як «Мілу»; серед її однокласників була співачка Твінкл, яка описала її як дівчину «внутрішньої сили», що випромінює «магнетизм і впевненість». Однією з вчителів у школі була письменниця Пенелопа Фіцджеральд, яка викладала французьку мову і запам'ятала Каміллу «яскравою та жвавою». Камілла залишила школу з одним рівнем O в 1964 році; її батьки не змусили її залишатися для отримання рівня A. У шістнадцятирічному віці вона виїхала за кордон, щоб відвідувати Пансіон шляхетних дівчат Mon Fertile, який закінчила в Толошні, Швейцарія. Закінчивши курс у Швейцарії, вона ухвалила рішення поїхати до Франції для того, аби вивчати французьку мову та французьку літературу в Інституті Лондонського університету в Парижі на пів року.
25 березня 1965 року Камілла була однією з 311 дебютанток у Лондоні. Після переїзду з дому вона винаймала невелику квартиру в Кенсінгтоні зі своєю подругою Джейн Віндгем, племінницею декораторки Ненсі Ланкастер. Пізніше вона переїхала у більшу квартиру в Белгравії, яку вона ділила зі своєю орендодавицею леді Мойрою Кемпбел, дочкою герцога Аберкорна, а згодом — з Вірджинією Карінгтон, дочкою політика Пітера Керрінгтона. Вірджинія була одружена з дядьком Камілли Генрі Кубіттом з 1973 до 1979 року (а 2005 року вона стала особистою помічницею Каміли і принца Чарльза). Камілла працювала секретаркою для різних фірм у Вест-Енді, а згодом портьє у фірму Sibyl Colefax & John Fowler у Мейфері. У вільний час вона стала пристрасною вершницею і часто відвідувала кінні заходи. У неї також була пристрасть до живопису, через що проходила приватне навчання з художником, хоча більшість її робіт «закінчили життя на смітнику». Цікавилася також риболовлею та садівництвом.

## Перший шлюб
Наприкінці 1960-х років Камілла познайомилася з Ендрю Паркерером Боулзом, який потім став офіцером гвардії та лейтенантом у Blues and Royals — через його молодшого брата Саймона Паркера Боулза, який працював у винній фірмі її батька в Мейфері. Після довгих стосунків, які то відновлювались, то припинялись, Ендрю і Камілла оголосили про свою заручини виданню «Таймс» 1973 року, а одружились 4 липня того ж року в римо-католицькій церемонії в гвардійській каплиці в казармі Веллінгтон Лондон. Каміллі було 25 років, а Паркеру Боулзу — 33 роки. Її весільну сукню розробив британський будинок моди Bellville Sassoon, а подружкою нареченої була хрещена дочка Паркер Боулза леді Емма Герберт. Весілля було «весіллям року», було запрошено 800 гостей, серед яких були члени королівської родини, а саме принцеса Анна, королева-мати Єлизавета, принцеса Маргарет, графиня Сноуден.
Подружжя облаштувало обійстя у Вілтширі, придбавши садибу Болегід в Аллінгтоні, а пізніше Міддвік хауз у Коршамі. У подружжя — двоє дітей:
- Том (1974 р.н.), хрещеним батьком якого є принц Чарльз[24], та
- Лора (1978 р.н.)[25].

Обоє дітей виховували в римо-католицькій вірі батька, особливо за життя їхньої бабусі Енн Паркер Боулз; проте Камілла залишилася в англіканській вірі й не перейшла до римо-католицизму. Лора відвідувала католицьку школу дівчат, але одружилася за обрядом англіканської церкви, а Том не навчався в коледжі Амплефорта, як його батько, а навчався в Ітоні й одружився без обряду католицької церкви, а англіканської. Том, як і його батько, перебуває в порядку успадкування графства Макклсфілд. У грудні 1994 року, після 21 року перебування в шлюбі, Камілла та її чоловік розпочали процедуру розлучення на тій підставі, що вони проживали окремо роками. У липні того ж року її мати Розалінд померла від остеопорозу, а її батько згодом назвав це «важким для неї часом». Їх клопотання заслухали та задовольнили в січні 1995 року у віділі з сімейних справ Високого суду в Лондоні. Розлучення було остаточно завершено в березні 1995 року.

## Стосунки з принцом Уельським
Камілла та принц Чарльз зустрілися в середині 1971 року. Ендрю Паркер-Боулз закінчив стосунки з Каміллою 1970 року й почав зустрічатися з принцесою Анною, сестрою Чарльза. Хоча Камілла та Чарльз належали до одного соціального кола та періодично відвідували одні й ті ж заходи, вони офіційно не були знайомі. Їхній біограф Брандрет стверджує, що пара вперше зустрілася не на матчі з поло, як це заведено вважати. Натомість вони вперше зустрілися в будинку своєї подруги Лусії Санта-Крус, яка офіційно їх представила одне одному. Вони стали близькими друзями й урешті почали зустрічатися, що було добре відомо в їхньому колі знайомих. Коли вони стали парою, вони регулярно зустрічалися на матчах з поло на галявині Сміта в Віндзорському Великому парку, де Чарльз часто грав у поло. Вони також  часто відвідували нічний клуб Аннабель, що знаходився на площі Берклі. Коли стосунки стали більш серйозними, Чарльз познайомився з родиною Камілли в Плумптоні, також він познайомив її з деякими членами своєї родини. Їхні стосунки припинились після того як Чарльз виїхав за кордон, щоб приєднатися до Королівського флоту на початку 1973 року. Після цього їхні стосунки різко закінчилися.
Існують різні твердження про те, чому стосунки пари закінчилися 1973 року. Роберт Лейсі написав у своїй книзі Her Majesty Queen Elizabeth II що Чарльз познайомився з Каміллою занадто рано, і що він не попросив її чекати на нього, коли він виїхав за кордон виконувати військові обов'язки. У своїй книзі «Діана» Сара Бредфорд написала, що знайомий Лорда Маунтбаттена заявив, що Маунтбаттен домовлявся про те, щоб Чарльза перевезти за кордон для розірвання стосунків з Каміллою, щоб зникли препони для стосунків між Чарльзом та його онукою Амандою Кначбулл. Деякі джерела припускають, що королева Єлизавета (королева-мати) не схвалила шлюб, оскільки хотіла, щоб Чарльз одружився з однією з онучок своєї близької подруги, леді Фермой. Інші джерела також припускають, що Камілла не хотіла одружуватися з Чарльзом, але натомість хотіла пошлюбити Ендрю Паркер-Боулза, з яким мала стосунки, які почалися наприкінці 1960-х, або те, що Чарльз вирішив, що не одружиться, допоки йому не настане тридцять років.
Загалом більшість королівських біографів погодилися, що навіть якби Чарльз і Камілла хотіли одружитися або намагалися отримати схвалення на шлюб, це б заборонили, тому що, за словами кузини Чарльза та його хрещеної матері Патріції Маунтбаттен, деякі палацові придворні тоді вважали Каміллу не гідною ролі дружини  майбутнього короля. 2005 року вона заявила: «З огляду на теперішній час, ми можемо сказати, що Чарльз повинен був одружитися з Каміллою, коли він вперше мав такий шанс. Вони ідеально підходять один одному, ми це знаємо зараз. Але це було неможливо.» «це не було б можливо тоді.». Коли Чарльз почув про заручини Камілли та Ендрю Паркера-Боулза 1973 року, він написав лорду Маунтбаттену: «Я вважаю, що почуття порожнечі з часом пройде». Проте вони залишилися друзями. У серпні 1979 року лорда Маунтбаттена убила Тимчасова Ірландська республіканська армія. Чарльз тужив через його смерть і нібито відновив стосунки з Каміллою задля розради. У цей період серед близьких друзів  Паркера-Боулза та гравців поло почали поширюватися чутки про те, що вони відновили свої інтимні стосунки. Джерела, близькі до Камілли, підтвердили, що до 1980 року вони справді знову відновили свої романтичні стосунки. Як повідомляється, чоловік Камілли схвалив їх стосунки, він сам мав численних коханок протягом усього їхнього шлюбу. У 1981 році Чарльз одружився з леді Діаною Спенсер.
Стосунки Камілли і Чарльза стали публічно відомими пресі через десятиліття завдяки публікації книги «Діана: Її справжня історія» 1992 року. Після цього 1993 року відбувся скандал з прослуховуванням та подальшою публікацією в пресі телефонної розмови принца Чарльза й Камілли, який отримало назву «Каміллагейт». Книга та телефонна розмова завдали шкоди популярності Чарльза. Тим часом ЗМІ негативно ставилось до Камілли. 1994 року Чарльз нарешті розповів про свої стосунки з Каміллою у телевізійному інтерв'ю з Джонатаном Дімблбі. Він сказав: «Місіс Паркер-Боулз є моїм чудовим другом … другом дуже довго. Вона буде ще довго буде другом». Пізніше він зізнався, що стосунки між ним і Каміллою відновилися після того, як його шлюб «безповоротно розірвався» 1986 року. Після цього подружжя Паркер-Боулз подало на розлучення 1994 року. Через рік Ендрю Паркер-Боулз одружився з Розмарі Пітман (померла 2010 року).

## Нагороди
- Дама Королівського сімейного ордену королеви Єлизавети II (30 жовтня 2007)
- Дама Королівського сімейного ордену короля Чарльза lll (2024)
- Дама Великого хреста Королівського Вікторіанського ордена (9 квітня 2012 року)[65]
- Дама-Компаньйон ордена Зірки Меланезії (3 листопада 2012 р.)[66]
- Пам'ятна медаль до 100-річчя Саскачеван 2005
- Медаль Діамантового ювілею королеви Єлизавети II (2012)
- Медаль Платинового Ювілею королеви Єлизавети II (2022)
- Дама Великого хреста ордена «За заслуги» (Франція, 2014)
- Дама Ордену Підв'язки (2022)
- Великий Магістр Ордену Британської Імперії (титул отриманний у 2022 році, а офіціїно з 2024 року)
- Дама Ордену за Заслуги перед Федеративною Республікою Німеччина (2022)